# 柿澤勇人
柿澤 勇人（かきざわ はやと、1987年10月12日 - ）は、日本の俳優。神奈川県出身。

## 略歴
少年時代はサッカーに熱中。東京都立駒場高校保健体育科に一般入試で入学し、サッカー部に所属。将来はプロサッカー選手を目指していた。
高校1年時に劇団四季ミュージカル『ライオンキング』の観劇をきっかけに、「シンバをやりたい」と、劇団四季への入団を志す。
舞台芸術学院の夜間部に入学し高校に通いながらミュージカルを学ぶが、祖父の清元榮三郎は三味線奏者、曾祖父の清元志寿太夫は浄瑠璃の語り手で、ともに人間国宝であり、芸の厳しさを知る家族は「サッカーで日本代表になって活躍するよりも難しい」と猛反対。「2年間だけ時間が欲しい。結果が出せなければあきらめる」と家族を説得し、その後2007年、倍率100倍以上の難関を突破して劇団四季の研究所に入所。
2008年、念願の『ライオンキング』のシンバ役を射とめるものの、十分な演技ができず、1度きりの出演で稽古場に戻されてしまう。
2009年、新作ミュージカル『春のめざめ』の主役、メルヒオール役に抜擢される。開幕以来、全公演に出演していたが、2009年8月上旬に膝を痛め、トリプルキャストの1人である上川一哉に交代したが、翌週には復帰し千秋楽までの舞台を務める。
2009年末に劇団四季を退団。
2011年からホリプロに所属。テレビドラマ『ピースボート -Piece Vote-』（日本テレビ）で初出演。『カイジ2』で映画初出演を果たす。
2013年3月に首都大学東京を卒業。大学では表象言語を専攻。
2016年、主演したミュージカル『ラディアント・ベイビー 〜キース・ヘリングの生涯〜』で、東京公演中に右脚のアキレス腱を断裂し、6月22日にの東京公演千秋楽をもって大阪公演が中止となる。

## 人物
趣味・特技はサッカー、ピアノ、英語（日常会話）、温泉巡りである。
人生に影響を与えた本は、元サッカー選手である中田英寿の発言切り抜き本『中田語録』（文藝春秋）。小中学生の頃から何度も読み返しており、人間としての生き方を尊敬している。
曾祖父は浄瑠璃の語り手で重要無形文化財保持者（人間国宝）の清元志寿太夫、祖父は三味線奏者で同じく人間国宝（父子二代としては初）の清元榮三郎である。ただし、榮三郎の次男である父親は芸能の道に進まずサラリーマンをしていたという。
柿が苦手である。
兄嫁（義姉）は村主千香。千香の姉が村主章枝になる。

## 受賞歴
2024年
- 第31回読売演劇大賞 優秀男優賞（『ジキル&ハイド』『スクール・オブ・ロック』）
- 第49回菊田一夫演劇賞（『スクール・オブ・ロック』『オデッサ』）

## 出演

### 舞台

#### 劇団四季所属時代
- ジーザス・クライスト＝スーパースター - （アンサンブル）
- 2008年 人間になりたがった猫 -主演  ライオネル 役、 (アンサンブル)
- 2008年 ライオンキング - 主演 シンバ 役
- 2009年 春のめざめ - 主演 メルヒオール 役

#### 劇団四季退団後

##### 2010年代
2011年
- スリル・ミー - 彼（リチャード） 役
  - 9月15日 - 10月3日、アトリエフォンテーヌ

2012年
- スリル・ミー - 彼（リチャード） 役
  - 3月14日 - 22日、アトリエフォンテーヌ
  - 7月15日 - 29日、天王洲 銀河劇場
  - 8月8日、サンケイホールブリーゼ

- 海辺のカフカ - カラス 役
  - 5月3日 - 20日、彩の国さいたま芸術劇場大ホール
  - 6月21日 - 24日、イオン化粧品シアターBRAVA!

- 朗読劇「不帰の初恋、海老名SA」
  - 9月28日 - 30日、DDD青山クロスシアター（出演は9月29日のみ）

- アリス・イン・ワンダーランド - エルガト（チェシャ猫） 役
  - 11月18日 - 12月7日、青山劇場
  - 12月14日・16日、梅田芸術劇場メインホール

2013年
- スリル・ミー - 彼（リチャード） 役
  - 3月14日 - 24日、天王洲 銀河劇場

- スウィーニー・トッド - アンソニー・ホープ役
  - 5月5日 - 6日、KAAT神奈川芸術劇場
  - 5月10日 - 12日、シアターBRAVA!
  - 5月16日 - 6月2日、青山劇場
  - 6月8日 - 9日、愛知県芸術劇場

- ロミオ＆ジュリエット - 主演 ロミオ 役
  - 9月3日 - 10月5日、東急シアターオーブ（東京公演のみ）

- メリリー・ウィー・ロール・アロング〜それでも僕たちは前に進む〜
  - 11月1日 - 17日、天王洲 銀河劇場
  - 12月6日 - 8日、梅田芸術劇場シアター・ドラマシティ

2014年
- スリル・ミー - 彼（リチャード） 役
  - 11月7日 - 24日、天王洲 銀河劇場

- 海辺のカフカ - カラス 役
  - 6月1日 - 7日、彩の国さいたま芸術劇場大ホール
  - 6月13日 - 16日、シアターBRAVA!
  - 6月21日 - 7月5日、赤坂ACTシアター
  - 7月11日 - 13日、北九州芸術劇場

- ブロードウェイミュージカル「タイトル・オブ・ショウ」 - ハンター 役
  - 8月1日 - 11日、シアタークリエ
  - 8月14日、サンケイホールブリーゼ

2015年
- 海辺のカフカ - カラス 役
  - 5月28日 - 30日、ロンドン・バービカン劇場
  - 7月23日 - 26日、ニューヨーク・ディヴィッド・H・コーク劇場
  - 9月17日 - 10月4日、彩の国さいたま芸術劇場大ホール
  - 10月30日 - 11月1日、シンガポール・エスプラネード・シアターズ・オン・ザ・ベイ
  - 11月24日 - 28日、ソウル・LGアーツセンター

- デスノート The Musical - 主演 夜神月 役
  - 4月6日 - 29日、日生劇場
  - 5月15日 - 17日、梅田芸術劇場メインホール
  - 5月23日 - 24日、愛知県芸術劇場

- ミュージカル「サンセット大通り」 - ジョー・ギリス 役
  - 7月4日 - 20日、赤坂ACTシアター
  - 7月25日 - 26日、愛知県芸術劇場大ホール
  - 7月31日 - 8月2日、シアターBRAVA!

2016年
- ミュージカル「ラディアント・ベイビー 〜キース・ヘリングの生涯〜」 - 主演 キース・ヘリング 役
  - 6月6日 - 22日、シアタークリエ

2017年
- ミュージカル「フランケンシュタイン」 - 主演 ヴィクター・フランケンシュタイン 役
  - 1月8日 - 29日、日生劇場

- ミュージカル「紳士のための愛と殺人の手引き」 - モンティ 役
  - 4月8日 - 30日、日生劇場
  - 5月4日 - 7日、梅田芸術劇場メインホール
  - 5月12日 - 14日、キャナルシティ劇場
  - 5月19日 - 21日、愛知県芸術劇場

- デスノート The Musical - 主演 夜神月 役
  - 6月24日 - 25日、オーバード・ホール
  - 7月21日 - 23日、台中国家歌劇院大劇院
  - 8月19日 - 21日、梅田芸術劇場メインホール
  - 9月2日 - 24日、新国立劇場中劇場

- アテネのタイモン - アルシバイアディーズ 役
  - 12月15日 - 29日、彩の国さいたま芸術劇場大ホール

2018年
- アテネのタイモン - アルシバイアディーズ 役
  - 1月5日 - 8日、兵庫県立芸術文化センター阪急 中ホール

- ミュージカル『メリー・ポピンズ』 - バート 役
  - 3月18日 - 5月7日、東急シアターオーブ
  - 5月19日 - 6月5日、梅田芸術劇場メインホール

- City ofAngels - ステイン役
  - 9月1日 - 17日、新国立劇場中劇場
  - 9月21日 - 22日、静岡市清水文化会館（マリナート）
  - 9月27日 - 30日、新歌舞伎座

2019年
- スリル・ミー - 彼（リチャード） 役
  - 1月19日 - 20日、サンケイホールブリーゼ
  - 1月25日、芸術創造センター

- 愛と哀しみのシャーロック・ホームズ - 主演 シャーロック・ホームズ 役
  - 9月1日 - 29日、世田谷パブリックシアター

##### 2020年代
2020年
- ミュージカル「フランケンシュタイン」 - 主演 ヴィクター・フランケンシュタイン 役
  - 1月8日 - 30日、日生劇場

- ミュージカル「ウエスト・サイド・ストーリー」Season3 - 主演 トニー 役
  - 4月1日 - 5月31日、IHIステージアラウンド東京

- ミュージカル「スクール・オブ・ロック」 - 主演・デューイ・フィン 役
  - 8月22日 - 9月20日、東京建物 Brillia HALL

- KOKAMI@network「ハルシオン・デイズ2020」 - 主演 原田雅之 役
  - 10月31日 - 11月23日、紀伊国屋ホール

2021年
- スルース －探偵－ - マイロ・ティンドル 役
  - 1月8日 - 24日、新国立劇場小劇場

2022年
- ミュージカル「ブラッド・ブラザーズ」 - 主演 ミッキー 役
  - 3月21日 - 4月3日、東京国際フォーラム ホールC
  - 4月9日 - 10日、刈谷市総合文化センター アイリス大ホール
  - 4月15日 - 17日、久留米シティプラザ ザ・グランドホール
  - 4月21日 - 24日、梅田芸術劇場 シアター・ドラマシティ

- ミュージカル「東京ラブストーリー」 - 主演 永尾完治 役
  - 11月27日 - 12月17日、東京建物 Brillia HALL
  - 12月23日 - 24日、梅田芸術劇場シアター・ドラマシティ
  - 1月14日、刈谷市総合文化センター アイリス大ホール
  - 1月22日、JMSアステールプラザ大ホール

2023年
- ミュージカル「ジキル&ハイド」 - 主演・ヘンリー・ジキル

（エドワード・ハイド） 役
-   - 3月11日 - 28日、東京国際フォーラム ホールC
  - 4月8日 - 9日、愛知県芸術劇場
  - 4月15日 - 16日、やまぎん県民ホール
  - 4月20日 - 23日、梅田芸術劇場

- ミュージカル「スクール・オブ・ロック」 - 主演・デューイ・フィン 役
  - 8月17日 - 9月18日、東京建物 Brillia HALL
  - 9月23日 - 10月1日、新歌舞伎座

2024年
- オデッサ - 青年 役
  - 1月8日 - 28日、東京芸術劇場 プレイハウス
  - 2月1日 - 12日、森ノ宮ピロティホール
  - 2月16日 - 18日、キャナルシティ劇場
  - 2月24日 - 25日、東京エレクトロンホール宮城
  - 3月2日 - 3日、Niterra日本特殊陶業市民会館 ビレッジホール

- 彩の国シェイクスピア・シリーズ2nd Vol.1「ハムレット」 - 主演 ハムレット 役
  - 5月7日 -  26日、彩の国さいたま芸術劇場大ホール
  - 6月1日 -  2日、仙台銀行ホール イズミティ21 大ホール
  - 6月8日 -  9日、愛知県芸術劇場 大ホール
  - 6月15日 -  16日、J:COM北九州芸術劇場 大ホール
  - 6月20日 -  23日、梅田芸術劇場シアター・ドラマシティ

2025年
- ミュージカル「ボニー&クライド」 - 主演・クライド・バロウ 役
  - 3月10日 - 4月17日、シアタークリエ
  - 4月25日 - 30日、森ノ宮ピロティホール
  - 5月4日 - 5日、博多座
  - 5月10日 - 11日、東海市芸術劇場）

2026年
- ミュージカル「ジキル&ハイド」 - 主演・ヘンリー・ジキル / エドワード・ハイド 役
  - 3月〈予定〉、東京国際フォーラム ホールC
  - 4月〈予定〉、大阪・福岡・愛知・山形） - ヘンリー・ジキル / エドワード・ハイド 役

### テレビドラマ
- ピースボート -Piece Vote-（2011年7月4日 - 9月19日、日本テレビ） - 風間善次郎 役
- 大河ドラマ（NHK総合）
  - 平清盛（2012年） - 以仁王 役
  - 軍師官兵衛（2014年） - 森蘭丸 役
  - 鎌倉殿の13人（2022年） - 源実朝 役[16][17][18]
- 勇者ヨシヒコと悪霊の鍵 第8話（2012年11月30日、テレビ東京） - ゾーザー 役
- 終電バイバイ 最終話（2013年3月18日、TBS） - 川口大樹 役
- 安堂ロイド〜A.I. knows LOVE?〜 第2話（2013年10月20日、TBS） - バルス / キュリー 役（一人二役）
- 黒猫、ときどき花屋 第4話（2013年10月22日、NHK BSP） - 今井稔 役
- 二夜連続ドラマスペシャル『オリンピックの身代金』第一夜（2013年11月30日、テレビ朝日） - 川合 役
- 月曜ゴールデン特別企画『恋』（2013年12月16日、TBS） - 半田紘一 役
- SHARK 第5話・第6話・第8話・第9話（2014年2月9日・2月16日・3月2日・3月9日、日本テレビ） - 明石忍 役
- 金曜ロードSHOW! 特別ドラマ企画『仮面ティーチャー』（2014年2月14日、日本テレビ） - 園田修治 役
- 裁判長っ!おなか空きました! 第18話（2014年2月22日、日本テレビ） - 白鳥きみと 役
- コントの劇場 「2月号」（2014年2月28日、NHK BSP）
- 私の嫌いな探偵 第7話（2014年2月28日、テレビ東京） - 豪徳寺真一 役
- 恋文日和 最終話「イカルスの恋人たち」（2014年3月10日、日本テレビ） - 佐藤康一 役
- リアル脱出ゲームTV（2014年4月24日 - 6月26日、TBS） - サトル 役
- SHARK〜2nd Season〜 最終話（2014年7月13日、日本テレビ） - 明石忍 役
- 新・刑事吉永誠一（2014年10月17日 - 12月12日、テレビ東京） - 九条一馬 役
- 民王 第7話（2015年9月11日、テレビ朝日） - テツオ 役
- デザイナーベイビー - 速水刑事、産休前の難事件 -（2015年9月22日 - 11月10日、NHK総合） - 峠則孝 役
- 忠臣蔵の恋 〜四十八人目の忠臣〜（2016年9月24日 - 2017年2月25日、NHK総合） - 上杉綱憲 役
- 先に生まれただけの僕 第8話・第9話（2017年12月2日・12月9日、日本テレビ） - 城司 役
- 東野圭吾「ダイイング・アイ」（2019年3月16日 - 4月20日、WOWOW） - 岸中玲二 役[19]
- 大全力失踪 第2回（2019年4月14日、NHK BSP） - 陸前哲男 役[20]
- 頭に来てもアホとは戦うな! 第2話（2019年4月30日、日本テレビ） - 金子良平 役[21]
- TWO WEEKS 第4話（2019年8月6日、関西テレビ・フジテレビ） - 春川 役[22]
- モトカレマニア （2019年10月17日 - 12月12日、フジテレビ） - 源翔 役[23]
- トップナイフ-天才脳外科医の条件- 第5話（2020年2月8日、日本テレビ） - 景浦祐樹 役[24]
- 連続テレビ小説 エール（2020年5月18日 - 10月29日、NHK総合） - 山藤太郎 役[25][26]
- 太陽は動かない -THE ECLIPSE-（2020年5月24日 - 6月28日、WOWOW） - 桐野研次郎 役[27]
- 未満警察 ミッドナイトランナー 第6話・第7話（2020年8月1日・8月8日、日本テレビ） - 天満智也 役[28][29]
- 向こうの果て（2021年5月14日 - 7月2日、WOWOW） - 津田口亮介 役[30]
- ネメシス 第6話（2021年5月16日、日本テレビ） - 多治見一善 役[31]
- 真犯人フラグ（2021年10月10日 - 2022年3月13日、日本テレビ） - 山田元哉 役[32]
- 群青領域（2021年10月15日 - 12月24日、NHK総合） - 河西陽樹 役[33][34]
- ゼイチョー〜『払えない』にはワケがある〜 第4話（2023年11月4日、日本テレビ） - 小田倉翔馬 役[35]
- 不適切にもほどがある! 第2話・最終話（2024年2月2日・3月29日、TBS） - 谷口龍介 役[36]
- 全領域異常解決室（2024年10月9日 - 12月18日、フジテレビ） - 直毘吉道 役[37]
- ライオンの隠れ家（2024年10月11日 - 12月20日、TBS） - 高田快児 役[38]

### 配信ドラマ
- 彼は、妹の恋人（2011年12月25日 - 2012年3月4日、BeeTV） - 慶吾（花屋の店員） 役
- とどけ!愛のうた（2020年7月6日 - 10日、Paravi） - 太田悠人 役
- 妄想switch（2020年9月29日 - 10月2日、auスマートプレミアム） - 二階堂 役
- 君と世界が終わる日に（Hulu） - 漆原冬馬 役
  - Season4 最終話（2023年4月16日）[39]
  - Season5（2024年2月9日 - 3月8日）[40]

### 映画
- カイジ2（2011年11月5日、東宝） - 村上保 役
- ひみつのアッコちゃん（2012年9月1日、松竹） - サトウ先生 役
- BAD BOYS J（2013年11月9日、ショウゲート） - 榊聖人 役
- クローズ EXPLODE（2014年4月12日、東宝） - 本多保 役
- gift（2014年6月14日 愛知県限定公開 / 7月12日 全国公開、メディアミックス・ジャパン） - 千葉一郎 役
- 明烏（2015年5月16日、ショウゲート） - レイ 役
- 猫は抱くもの（2018年6月23日、キノフィルムズ） - 高橋 / ササキ 役
- すくってごらん（2021年3月12日、ギグリーボックス） - 王寺昇 役[41]
- 鳩の撃退法（2021年8月27日、松竹） - 晴山次郎 役[42][43]

### 音楽番組
- 石井竜也のショータイム（2012年5月、NHK BSP）
- うたコン「わたしたちには歌がある」（2020年7月21日、NHK総合）※「東京ラプソディ」をソロで歌唱披露。

### バラエティ番組
- コントの劇場 〜The Actors' Comedy〜（2014年2月、NHK BSP）
- 突然ですが占ってもいいですか?（2023年7月10日、フジテレビ）
- 午前0時の森（2023年11月1日、日本テレビ）

### 情報番組
- あさイチ「プレミアムトーク 柿澤勇人▽“鎌倉殿”舞台裏&特殊メーク!」（2022年10月7日、NHK総合）
- めざましテレビ（2022年12月5日・14日・20日、フジテレビ） - 2022年12月度マンスリーエンタメプレゼンター

### ラジオ
- FMシアター 「どこかで家族」（2014年3月8日、NHK-FM）[44]
- 柿澤勇人 カッキー ザ ワールド（2019年1月6日、ニッポン放送）[45]
- Sky presents 柿澤勇人のカキノキ坂ラジオ（2025年4月4日 - 、TBSラジオ・朝日放送ラジオ）

### 広告
- アート引越センター グラフィック広告（2017年 - 2021年）
- Sky株式会社「原動力は好働力」篇（2021年3月 - ）

## 書籍

### 写真集
- 柿澤勇人 1st写真集（2024年9月13日、宝島社）[46]ISBN 978-4-2990-4662-8